# Данова, Луиджи
Луиджи Данова (итал. Luigi Danova; род. 5 июня 1952, Сант-Анджело-Лодиджано, Италия) — итальянский футболист, защитник.

## Клубная карьера
Воспитанник футбольной школы клуба «Сант-Анджело». Взрослую футбольную карьеру начал в 1969 году в основной команде того же клуба, в которой провёл один сезон, приняв участие в 26 матчах чемпионата.
В 1970 году был приглашён в «Ювентус», однако, так и не дебютировав в играх чемпионата за туринскую команду, в следующем году перешел во второлиговый «Комо», а за два года в «Чезену», за которую провёл три сезона.
Летом 1976 года новым клубом игрока стал «Торино», где в течение следующих девяти лет своей карьеры был основным защитником команды, постоянно боровшейся за самые высокие места турнирной таблицы.
В 1985 году перешёл в «Лечче».
Завершил карьеру в составе «Мантовы» и «Варезе».

## Карьера в сборной
В 1976 году провёл свой единственный матч в составе сборной Италии.